# مارتن فينغارد
مارتن فينغارد (بالدنماركية: Martin Vingaard)‏ (20 مارس 1985 بأودنسه في الدنمارك - ) هو لاعب كرة قدم دانمركي في مركز الوسط. شارك مع منتخب الدنمارك تحت 19 سنة لكرة القدم ومنتخب الدنمارك تحت 20 سنة لكرة القدم ومنتخب الدنمارك لكرة القدم. أما مع النوادي، فقد لعب مع بولد كلوب 1913 ونادي إيسبيرغ ونادي كوبنهاغن ونادي نوردشيلاند.

## وصلات خارجية
- مارتن فينغارد على موقع الاتحاد الأوربي (الإنجليزية)
- مارتن فينغارد على موقع قاعدة بيانات كرة القدم.إي يو (الإنجليزية)
- مارتن فينغارد على موقع ناشيونال فوتبول تيمز (الإنجليزية)
- مارتن فينغارد على موقع Soccerway.com (الإنجليزية)
- مارتن فينغارد على موقع عالم كرة القدم.نت (الإنجليزية)
- مارتن فينغارد على موقع AS.com (الإسبانية)